# Zenne Dancer
Zenne Dancer è un film del 2012, diretto da Caner Alper e Mehmet Binay.
Prodotto in Turchia, trae ispirazione dall'omicidio di Ahmet Yıldız, avvenuto il 15 luglio 2008 ad Istanbul. Il ragazzo omosessuale fu ucciso dal suo stesso padre in quello che è stato indicato come uno dei primi delitti d'onore a sfondo omosessuale del paese.

## Omicidio di Ahmet Yıldız
La vicenda da cui il film trae ispirazione, l'omicidio di Ahmet Yıldız, ha avuto luogo il 15 luglio 2008 nel quartiere di Üsküdar ad Istanbul.
Ahmet Yıldız era studente di Fisica presso la Marmara Üniversitesi di Istanbul, "unico figlio di una famiglia curda benestante e molto conservatrice di Şanlıurfa". Omosessuale, conviveva con il partner İbrahim Can, e per questo aveva ricevuto minacce di morte già un anno prima dell'omicidio. Si era pertanto rivolto all'associazione Lambdaistanbul e, tre mesi prima dell'omicidio, aveva sporto denuncia contro la propria famiglia presso la procura (savcılık) competente. Tuttavia, come testimoniato dall'avvocato dei diritti umani Fırat Söyle, che in passato aveva aiutato Ahmet in qualità di consulente presso Lambdaistanbul, nessuna indagine era stata aperta al riguardo e nessuna forma di protezione era stata fornita a Yıldız.
L'aggressione è avvenuta la notte del 15 luglio 2008, in prossimità di un bar dove Yıldız si era recato per acquistare un gelato. La prima reazione del ragazzo fu di salire in macchina e tentare la fuga, ma fu ugualmente raggiunto da tre dei cinque proiettili sparati dal suo assassino, che lo colpirono al petto del ragazzo e ne causarono la morte. Uno dei proiettili che mancarono il bersaglio colpì di striscio la gamba sinistra dell'allora deputata del Partito della Giustizia e dello Sviluppo Ümmühan Daraca.
Il padre del ragazzo, Yahya Yıldız, fu ritenuto responsabile dell'omocidio, tuttavia non fu catturato. Il processo in contumacia è iniziato l'8 settembre 2009, sotto accuse di omofobia dei giudici da parte di İbrahim Can, che ha più volte chiesto, senza riuscire ad ottenerlo, un mandato di cattura internazionale per l'omicida Yahya Yıldız.
L'omicidio venne ampiamente trattato dai media. Il quotidiano inglese The Independent osservò in quell'occasione che il problema dei delitti d'onore non riguardava (e riguarda) la sola Turchia.

## Distribuzione
Il film è uscito in Turchia il 13 gennaio 2012 da Medyavizyon. È stato inoltre presentato il 23 giugno dello stesso anno al Frameline Film Festival di San Francisco, il 10 ottobre al Paris Gay and Lesbian Film Festival, a Parigi, e l'8 novembre al Perspectives Film Festival di Singapore.

## Premi
Il film è stato presentato nel 2011 all'Antalya Golden Orange Film Festival dove si è aggiudicato i premi per la migliore cinematografia, il miglior film d'esordio, il miglior attore non protagonista (Erkan Avcı) e la migliore attrice non protagonista (Tilbe Saran). Inoltre, la Turkish Film Critics Association gli ha riconosciuto il proprio premio per quale migliore film in concorso.
Nel 2012, ha ricevuto l'Öngören Prize al Nuremberg Film Festival "Turkey-Germany" ed è stato tra i nominati per il premio al miglior film in concorso.